# Tagccher
Tagccher (tibetsky སྟག་འཚེར།, „řvoucí tygr“) je malá vesnice v městském obvodu Pching-an v městské prefektuře Chaj-tung v provincii Čching-chaj, v historické tibetské provincii Amdo. Nachází se v místech, která byla původně určena pro pasení skotu z jiné, asi dvě hodiny vzdálené vesnice. Později zde byly postaveny první obytné domy, takže lidé už nemuseli chodit svůj skot pást tak daleko. Když bylo postaveno již asi třicet domů, v jedné ze zdejších chat se narodil Lhamo Döndub, který později přijal jméno Tändzin Gjamccho a stal se 14. tibetským dalajlámou.